# Paul Wiegler
Paul Wiegler (Fráncfort del Meno, 15 de septiembre de 1878-Berlín Este, 23 de agosto de 1949) fue un escritor y periodista alemán.

## Vida
Hijo de un profesor de enseñanza media, estudió germanística, filosofía e historia, aunque luego se decantó por el periodismo. Trabajó como redactor y crítico teatral en distintas ciudades y medios, como el Berliner Tageblatt, Bohemia o Schaubühne. Entre 1913 y 1925 trabajó en el departamento de novelas de la editorial berlinesa Ullstein Verlag. Después se dedicó al ensayo. Debido a su actitud neutral, pudo trabajar durante la Alemania nazi y publicar su primera novela, Das Haus an der Moldau. Después de la Segunda Guerra Mundial se trasladó a Berlín Este, donde trabajó de redactor jefe adjunto en el periódico Nacht-Expreß, así como de lector en la recién creada editorial Aufbau-Verlag. También fue cofundador de la Asociación Cultural de la RDA y de la revista Sinn und Form.
Sus obras de historia de la literatura se centraban en la literatura francesa y alemana; también escribió ensayos históricos y biográficos. Sus restos se encuentran en el Südwestkirchhof Stahnsdorf.

## Obra
- Geschichte der deutschen Philosophie im neunzehnten Jahrhundert (1901)
- Französische Rebellen (1904)
- Maximilian Harden (1908)
- Geschichte der Weltliteratur (1914)
- Figuren (1916)
- Anatole France (1920)
- Wallenstein (1920)
- Die Weltliteratur im zwanzigsten Jahrhundert (1922)
- Die große Liebe. Wie sie starben (1926)
- Wilhelm der Erste (1927)
- Der Antichrist (1928)
- Geschichte der deutschen Literatur
  - 1. Von der Gotik bis zu Goethes Tod (1930)
  - 2. Von der Romantik bis zur Gegenwart (1930)
- Das Haus an der Moldau (1934)
- Schicksale und Verbrechen (1935)
- Könige von Frankreich (1936)
- Verräter und Verschwörer (1937)
- Glanz und Niedergang der Bourbonen (1938)
- Josef Kainz (1941)
- Johann Wolfgang Goethe (1946)
- Ludwig van Beethoven (1946)
- Gespenster (1947)
- Tageslauf der Unsterblichen (1950)

## Edición
- Ludwig van Beethoven: Briefe, Gespräche, Erinnerungen (1916)
- Arthur Schopenhauer: Briefe, Aufzeichnungen, Gespräche (1916)
- Edmond de Goncourt: Das Tagebuch der Brüder Goncourt (1927)
- Die schönsten deutschen Gedichte (1932, junto a Ludwig Goldscheider)
- Ludwig Kurtze: Fahrten und Frauen (1934)
- Briefe deutscher Frauen (1936, junto a Fedor von Zobeltitz)
- Marie von Radziwiłł: Briefe vom deutschen Kaiserhof (1936)
- William Shakespeare: Hamlet, Prinz von Dänemark (1947)
- William Shakespeare: Romeo und Julia (1948)
- William Shakespeare: Wie es euch gefällt (1948)

## Traducciones
- Honoré de Balzac: Ergötzliche Geschichten
  - 1 (1912)
  - 2 (1912)
- Charles Baudelaire: Gedichte (1900)
- Alphonse Daudet: Fanny Legrand (1948)
- Gustave Flaubert: Lehrjahre des Gefühls (1951)
- Anatole France: Die Bratküche zur Königin Pedauque (1908)
- Anatole France: Die Insel der Pinguine (1909)
- Französisches Theater der Vergangenheit (1906)
- Victor Hugo: Die Elenden
  - 1 (1952)
  - 2 (1952)
- Jules Laforgue: Sagenhafte Sinnspiele (1905)
- Paul Margueritte: Die große Familie (1913)
- Guy de Maupassant: Der schöne Freund (1965)
- Jean Schlumberger: Ein Glücklicher (1947)